# Preures
Preures település Franciaországban, Pas-de-Calais megyében. Lakosainak száma 624 fő (2022. január 1.). Preures Hucqueliers, Alette, Beussent, Bezinghem, Bimont, Bourthes, Clenleu és Enquin-sur-Baillons községekkel határos.

## Népesség
A település népességének változása:
| Lakosok száma | 588  | 602  | 613  | 605  | 612  | 618  | 623  | 619  | 624  |
|               | 2013 | 2015 | 2016 | 2017 | 2018 | 2019 | 2020 | 2021 | 2022 |